# 真志喜
真志喜（ましき、ましち）は、沖縄県宜野湾市の地名。1丁目から4丁目までと字真志喜が存在する。

## 地理
宜野湾市の西南部に位置し、東南から北西にかけて細長く広がり、西は東シナ海に面しており、大謝名・大山・宇地泊・佐真下と隣接する。東南部は琉球石灰岩台地の段丘崖でその東部は現在アメリカ海兵隊普天間飛行場となっている海抜約60 - 90 mの台地である。この段丘崖は湧水が豊富で、森の川などの小水系を形成している。中央部は海抜約30 mのなだらかな段丘面となっており、ここを南北に国道58号線が横断している。北西部は北に隣接する大山湿地（大山タイモ畑）につながる以前からの海岸低地に、近年埋め立てられた土地が続いている。旧海岸線と埋立地の間に国道58号線宜野湾バイパスが開通している。沖縄コンベンションセンターや宜野湾海浜公園を抱え、那覇市の奥武山町と並んで沖縄県のイベントの中心地的な役割を担っている。その他にも宜野湾警察署、宜野湾市立真志喜中学校、沖縄県立宜野湾高等学校など公共施設が集積し、宜野湾市西部の中心と言える。また南東部のわずかを普天間飛行場の一部が占めている。新築の高層マンション等も多く、市外・県外出身者も多い。かつてはキャンプ・マーシーという米軍施設が存在していた。

## 歴史

### 先史時代
真志喜地内には、1994年3月現在で24の考古遺跡が存在するが、そのうち貝塚時代中期以前の遺跡を含むものが7ヶ所、貝塚時代後期を含むものが10ヵ所ある。貝塚時代前期から中期の遺跡としては、低位石灰岩台地上に集落址がある真志喜大川原（うっかーばる）第4遺跡、同じく石鏃製作址が発見された真志喜大川原第3遺跡、そして海岸低地に広がる多数の墓地が発見された真志喜安座間（あざま）第1遺跡である。安座間第1遺跡では44基の墓に埋葬されたものと散乱したものあわせて58体の人骨が出土した。松下孝幸によると、出土した人骨の形態学的特徴はほぼ一様であり、頭蓋の男女差が小さいこと、鼻が高いこと、顔が小さく低身長が特徴のいわゆる「南島基層タイプ」であった。しかし1体だけ男性人骨の中に顔面の高径が高く身長も160cmを超える人骨が発見され、松下はこれを「土井ヶ浜型」弥生人との混血と考えている。副葬品には貝塚時代前期後半から中期に編年される土器、石器、骨・牙・歯製品のほか、貝製品などが出土している。また抜歯の施されている人骨も4体確認されている。
貝塚時代後期前半の遺跡としては真志喜安座間第1・第2遺跡が、後期後半の遺跡には真志喜大川原第1遺跡がある。

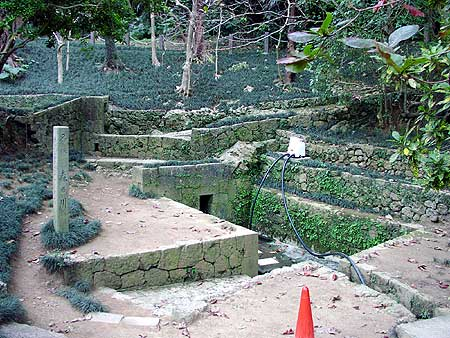
森の川

### 古琉球
グスク時代の遺跡は7カ所確認されている。このうち東南の段丘崖にあるマヤーアブ洞穴遺跡は現在でも聖地として信仰されているが、宇佐浜式土器や中国製の磁器が出土している。真志喜大川原第1遺跡からは、唐の貨幣である開元通宝が3枚出土している。開元通宝はこの遺跡以外にも鹿児島県徳之島の面縄遺跡、嘉手納町野国遺跡、石垣島の先枝赤崎遺跡などから出土している。また台湾からも出土している。このように広範囲にわたって出土していることから、遣唐使がこの地に漂着してこの貨幣を伝えたとする通説に対して、中国と南西諸島の直接交流によってももたらされたと考えるべきだとする説がある。また真志喜森川原（むいかーばる）遺跡からは14世紀ごろの高床建物群が何度も建て替えられた跡が出土した。この遺跡が、この地に森の川伝承の残る中山王察度の父奥間大親の屋敷であったと考える説がある。
文献時代である古琉球の時代には、真志喜に関する文献は残っていない。

### 近世琉球
宜野湾間切が浦添間切より分立する以前の17世紀前半に成立した絵図郷村帳には、真志喜村の記載はなかった。1671年の宜野湾間切分立の際の記事にも真志喜村の記載はないが、その時に新たに一村を立てたとあり、これが真志喜村に当たると考えられている。大山村からの分村という説と大謝名村からの分村とする説がある。大川村と呼ばれていたこともある（現在でも小字として大川原が残っている。上記遺跡に使用されている）。

### 近代
1879年の琉球処分以後もしばらくの間行政的には宜野湾間切真志喜村として存在していたが、琉球王国の廃止と税制の変化、士族の農村移住など沖縄の生活は大きく変動した。1880年の沖縄県統計概表では人口462人、1903年の沖縄県統計書では551人となっており、真志喜地区の人口増加率は19.3%で全県のそれ（34.7%）を大きく下回り人口流出の激しかったことを物語っている。
1908年沖縄県及島嶼町村制施行によって宜野湾村字真志喜となる。地区の中心であるなだらかな台地上に国頭街道がはしり、大正期の1922年には沖縄県営鉄道嘉手納線が開通、翌年に真志喜駅が開設された（ただし、所在地の住所は字大山）。産業はサトウキビやタイモなどの農業が中心であった。1945年、沖縄戦で米軍の侵攻を受け、地域は破壊、住民はすべて捕虜となった。

### 第2次世界大戦後
住民は収容所（宜野湾村野嵩および普天間）に収容された。その後解放されたが、県道（現国道58号）以西が米陸軍病院の用地として接収されたため（キャンプ・マーシー）、当地の住民は大山部落に移住した。この基地は41万平方メートルの広大なものであったが、1976年までに全面返還され、その後区画整理されて現在の宜野湾警察署・宜野湾高校などの公的施設地域やマンション街となっている。1980年代には海岸線の埋立工事が始まり、1987年に沖縄コンベンションセンターを含め宜野湾海浜公園が完成した。
1962年宜野湾市制施行に伴い、宜野湾市字真志喜となり、1990年1月22日住居表示実施により一部を残して宜野湾市真志喜1丁目から4丁目となっている。

### 地名の由来
琉球王国の正史『球陽』によると、尚貞王治世下の康熙20年（1681年）に、宜野湾間切謝名（じゃな）村の真志喜なる者が浦添間切牧港村内で開田したとして褒賞され、毎年2石5斗の切米を賜っている。真志喜の地名はこの人物に由来するとする説がある

## 公共施設

### 真志喜1丁目
- 宜野湾市立博物館
- 森川公園：羽衣伝説が残る森の川を含む多目的公園[7]

### 真志喜2丁目
- 宜野湾警察署
- 沖縄県立宜野湾高等学校
- 海邦病院
- JAおきなわ真志喜支店
- いすのき児童公園
- わかたけ児童公園
- 真志喜ポケットパーク - 平成６年度手づくり郷土賞（ふるさとの文化を育む街角の広場）受賞。

### 真志喜3丁目
- 宜野湾市立真志喜中学校
- 真志喜郵便局
- 宜野湾消防署真志喜出張所
- 宜野湾市立グラウンド
- 真志喜学校給食センター
- ましき児童公園
- ゆうな児童公園

### 真志喜4丁目
- 沖縄コンベンションセンター
- 宜野湾海浜公園
  - 宜野湾市立体育館
  - 宜野湾市立野球場：1987年より日本プロ野球横浜DeNAベイスターズのキャンプ地として使用されている。
  - トロピカルビーチ
- 宜野湾港（宜野湾マリーナ）
- ラグナガーデンホテル

### 字真志喜
- 普天間基地など

## 文化財
- 森の川　沖縄県指定名勝

## 交通

### 道路
- 国道58号
  - 宜野湾バイパス